# Acesta oophaga
Acesta oophaga ist eine Muschel-Art aus der Familie der Feilenmuscheln (Limidae). Sie lebt in Faunengesellschaften an sog. Cold Seeps in etwa 400 bis 800 Meter Wassertiefe am Louisiana Slope im nördlichen Golf von Mexiko. Die Muscheln filtrieren die dotterreichen Eier des Bartwurms Lamellibranchia luymesi aus dem Wasser und ernähren sich davon, daher auch der Artname oophaga = Eierfresser.

## Merkmale
Die gleichklappigen, mäßig aufgeblähten Gehäuse werden bis 113 mm groß (hoch). Sie sind im Umriss gerundet dreieckig, adulte Gehäuse haben zwischen Wirbel und Vorderende eine tiefe Einbuchtung. Das vordere Ohr ist weitgehend reduziert, das hintere Ohr ist dreieckig. 
Die Ornamentierung besteht aus feinen, leicht welligen radialen Rippen, die sich mit feinen konzentrischen Linien kreuzen. Das Periostracum ist dünn und braun gefärbt. Die Schale ist dünn und durchscheinend. Der Weichkörper ist tief orange mit langen Tentakeln.

### Ähnliche Arten
Acesta oophaga wurde zuerst von Järnegren als Acesta bullisi beschreiben. Nach eingehenden Vergleichen mit dem Typmaterial stellte sich heraus, dass es sich um eine neue Art handelte, die sich durch die sehr spezialisierte Lebensweise und durch die starke Einbuchtung im Gehäuse unterscheidet. Das Gehäuse von Acesta bullisi ist schlanker als Acesta oophaga.

## Lebensweise
Acesta oophaga lebt in Faunengesellschaften, die sich an sog. Cold Seeps etabliert haben in etwa 400 bis 800 Meter Wassertiefe am Louisiana Slope im nördlichen Golf von Mexiko. Sie besitzt jedoch keine chemoautrophen Bakterien im Gewebe oder auf den Kiemen, die Methan oder Schwefelwasserstoff fixieren können. Adulte Exemplare Acesta oophaga finden sich immer mit Byssus angeheftet an der vorderen Öffnung der Röhre des Bartwurms Lamellibranchia luymesi, jedoch fast nur weiblicher Röhrenwürmer. Ab einer bestimmten Größe der Muschel ist sogar das Gehäuse exakt der Röhrenrundung angepasst und hat im Bereich der Lunula vor dem Wirbel eine Einbuchtung. Die große Muschel versucht dabei, die Röhrenöffnung und den Tentakelkranz des Röhrenwurms, zu etwa drei Viertel vom Mantel umschlossen, im einströmenden Wasserstrom (für die Muschel) zu halten. Der Bartwurm Lamellibranchia luymesi besitzt weder Mund, noch Darm noch After. Er erhält seine Nahrung direkt von Schwefel-oxidierenden Bakterien im Gewebe. Er ist die dominierende Art in dieser Faunenvergesellschaftung und bildet dichte, buschartige Bestände. Die Röhren können über zwei Meter lang werden, und ein Individuum kann über 200 Jahre alt werden. Die adulten Exemplare von Acesta oophaga haben sich darauf spezialisiert, die dotterreichen Eier von Lamellibranchia luymesi aus dem Wasserstrom zu filtrien und zu fressen, daher auch der Artname oophaga = Eierfresser. Lamellibranchia luymesi produziert das gesamte Jahr über Eier. Die Eier messen etwas über 100 µm im Durchmesser. Im Durchschnitt (von 22 Exemplaren) enthielt ein Exemplar über 18.000 Eier pro Tier, bei einem einzelnen Weibchen wurden knapp 60.000 Eier gezählt. Bisher ist aber nicht bekannt, in welchen Abständen die Eier ins Wasser abgegeben werden. 
Junge Exemplare von Acesta bullisi, die noch nicht in der Lage sind, die Röhrenöffnung des Bartwurms mit dem Mantel zu umschließen, sind mit Hilfe ihres sehr beweglichen Fußes sehr mobil. Sie können die Röhren der Bartwürmer hochklettern, aber auch von einer Röhre zur anderen Röhre wechseln. Schwimmen wurde nicht beobachtet. Sie nutzen die Höhe der Röhren über der Sedimentoberfläche aus und filtrieren.